# إم جي (شركة)
|                 | |
| مالك            | شركة سايك موتور |
| دولة            | المملكة المتحدة |
| الأسواق         | السيارات |
| الملاك السابقين | - 1924-1930: شركة جراج موريس المحدودة - 1930-1952: شركة إم جي للسيارات المحدودة - 1952-1967: شركة السيارات البريطانية - 1967-1968: البريطانية للسيارات القابضة - 1968-1990: ليلاند البريطانية - 1990-1992: أوستن روفر - 1992-2000: مجموعة روفر - 2000-2006: مجموعة إم جي روفر - 2006-2011: نانجينغ للسيارات |
| موقع الكتروني   | mg.co.uk |

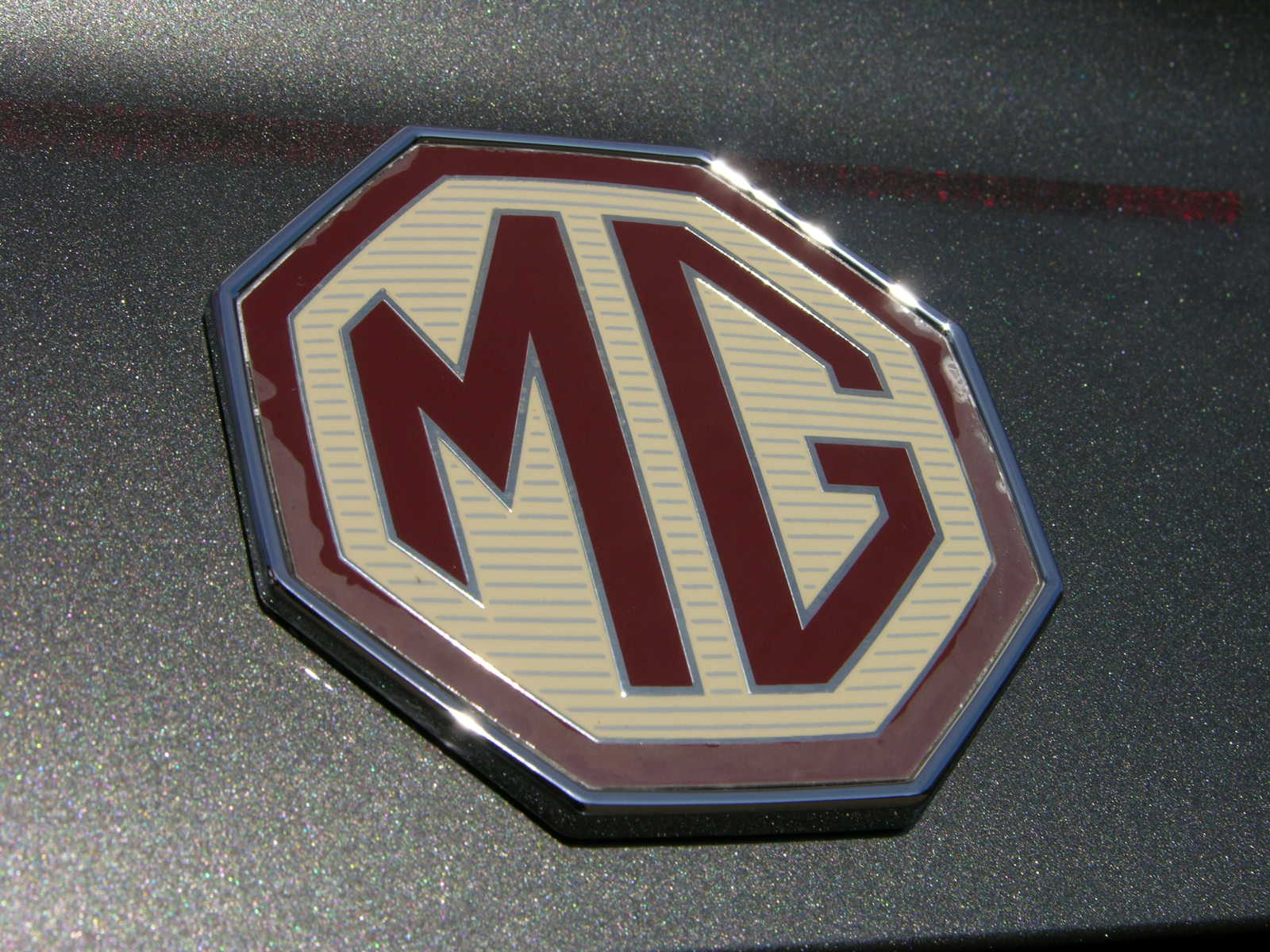

شركة إم جي هي شركة سيارات رياضية بريطانية أسست سنة 1924، معروفة بالسيارات ذات مقعدين المفتوحة.
إم جي هي شركة لتصنيع السيارات الرياضية مقرها في المملكة المتحدة وقد تأسست في عام 1924، وأنتقلت ملكية العلامة التجارية منذ عام 2007 إلى شركة صناعة السيارات الصينية.
الاسم إم جي هو تكريم لموريس جراج (جراج موريس)، وهو تاجر السيارات موريس أكسفورد الذي بدأ في إنتاج نسخ معدلة من تصميم سيسيل كيمبر. وكان قد انضم للشركة في عام 1921 مديرا للمبيعات، وتمت ترقيته إلى الرئيس التنفيذي في 1921. بقي كيمبر الرئيس التنفيذي حتى عام 1941 عندما تشاجر مع وليام موريس حول العقود العسكرية للجهد الحربي. كيمبر مات في عام 1945 في حادث قطار. في عام 1952 عند الاندماج مع شركة السيارات البريطانية، أصبح جون ثورنلي الرئيس التنفيذي لفترة طويلة، وقام بقيادة الشركة لذروتها حتى تقاعده في عام 1969.
إم جي هي معروفة بالسيارات الرياضة ذات المقعدين، ولكن إم جي أنتجت أيضا الصالونات. اشر مؤخرا بالاحرف الأولى إم جي على الإصدارات الرياضية.
عادت إم جي إلى سوق السيارات بقوة بعدد من الموديلات الجديده كلياً.مثل إم جي زد أس وإم جي آر إكس وإم جي 360 وغيرها حيث أنها أصبحت منافس قوي لمثيلاتها وتتميز سيارات إم جي بعوامل الأمان المتوفره بشكل قياسي في أقل فئاتها بعدد 6 وسائد هوائيه جانبيه وأمامية.
انتشرت سيارات إم جي بشكل ملحوظ في الفترة الأخيرة ويعود السبب في ذلك إلى السعر المنخفض مقابل الجودة.حيث أنها أصبحت تنتج سيارات أكثر أمانا واعتماديه وبتكاليف صيانه اقل.

## نبذة
سيارات إم جي MG Cars هي علامة سيارات بريطانية أسسها سيسيل كيمبر في عشرينيات القرن الماضي، وإم جي شركة سيارات محدودة. وهي شركة تصنيع السيارات الرياضية البريطانية التي جعلت العلامة مشهورة.
اشتهرت إم جي بسياراتها الرياضية المفتوحة ذات المقعدين، كما أنتجت سيارات الصالون والكوبيه، بمحركات يصل حجمها إلى ثلاثة لترات. العلامة التجارية الآن مملوكة لشركة سايك موتور الصينية المحدودة للسيارات.
تعود جذور سيارات إم جي إلى عرض ترويجي للمبيعات في عشرينيات القرن الماضي لشركة جراج موريس، وهو مركز مبيعات بالتجزئة وخدمة في أكسفورد تابع لشركة ويليام موريس. قام مدير الأعمال، سيسيل كيمبر، بتعديل الإنتاج القياسي موريس أوكسفورد وأضاف إم جي سوبر سبورتس إلى اللوحة الموجودة في مقدمة السيارة أي منفصلة إم جي.
تأسست شركة السيارات المحدودة في يوليو 1930. وظلت ملكية شخصية لموريس حتى 1 يوليو 1935، عندما باعها لشركته القابضة، موريس موتورز.
خضعت إم جي للعديد من التغييرات في الملكية على مر السنين. اندمجت مؤسسة موريس في منظمة نافيلد مع أوستن لإنشاء شركة السيارات البريطانية المحدودة (الإختصارBMC) في عام 1952. أعيدت تسمية أنشطتها باسم إم جي قسم شركة السيارات البريطانية المحدودة في عام 1967، وبالتالي فقد كانت جزءاً من اندماج 1968 الذي أنشأ شركة ليلاند البريطانية للسيارات (الإختصار BLMC). استمر استخدام علامة إم جي من قبل خلفاء شركة ليلاند البريطانية للسيارات ومجموعة روفر، وبحلول بداية عام 2000، مجموعة إي جي روفر، التي دخلت تحت الإستحواذ في عام 2005، بواسطة مجموعة نانجينغ للسيارات (التي اندمجت في سايك في عام 2007). تم استئناف إنتاج أم جي في عام 2007 في الصين. كما تم إطلاق أول طراز إم جي الجديد إم جي 6 في المملكة المتحدة منذ 16 عاماً، في 26 يونيو 2011.

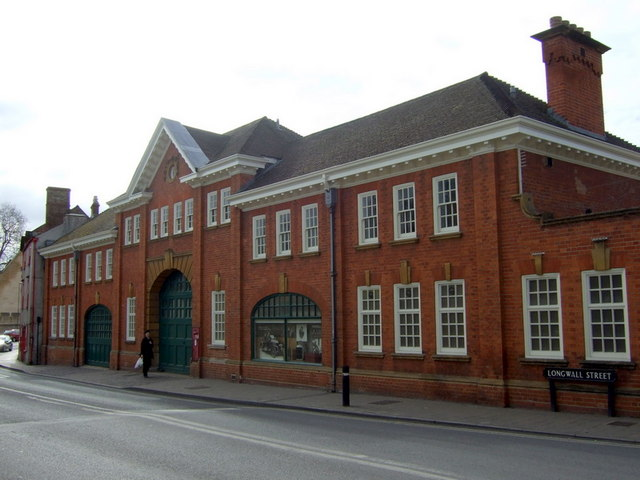

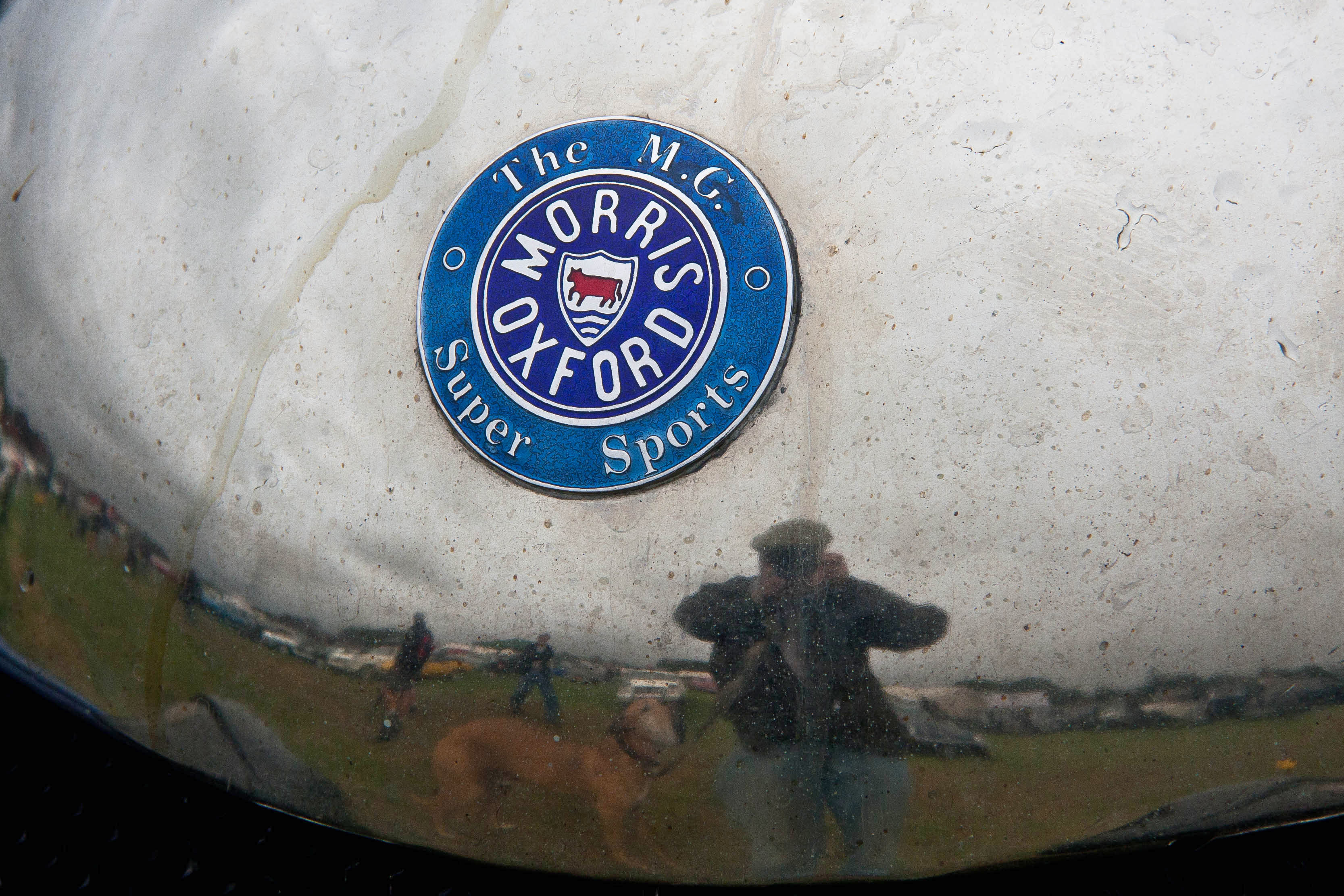
شارة مطلية بالمينا على سيارة إم جي

| مبنى شركة جراج موريس في شارع لونغ ويل، أكسفورد، حيث بدأ إنتاج إم جي |                                                    |
| صناعة                                                               | سيارات رياضية                                      |
| مصير                                                                | مندمجة                                             |
| تأسست                                                               | 21 يوليو 1930 ؛ قبل 90 عاما                        |
| مؤسس                                                                | سيسيل كيمبر                                        |
| ميت                                                                 | ~ 1972                                             |
| مقر                                                                 | لونجبريدج، برمنغهام (أبينجدون سابقاً، أوكسفوردشاير) |
| منتجات                                                              | السيارات                                           |

## شركة إم جي للسيارات
كان وليام موريس (جراج موريس) في شارع لونجوال، أكسفورد، وكيل أكسفورد لسيارات موريس الخاصة به. انضم سيسيل كيمبر إلى الوكالة كمدير للمبيعات في عام 1921 وتمت ترقيته إلى مدير عام في عام 1922. بدأ كيمبر في الترويج للمبيعات من خلال إنتاج نسخه الخاصة من سيارات موريس
لا يزال الجدل قائماً حول موعد بدء إنتاج سيارات إم جي، على الرغم من أن السيارات الأولى أعادت تشكيل نماذج موريس التي استخدمت الأعمال اليدوية من الكربودايس في كوفنتري والمعروفة باسم عروض كيمبر الخاصة حملت شارات  موريس وأم جي. تظهر الإشارة إلى إم جي بشارة المثمن في إحدى صحف أوكسفورد من نوفمبر 1923، وتم تسجيل إم جي أوكتاجون  كعلامة تجارية من قبل جراج موريس في 1 مايو 1924.
آخرون يعارضون هذا ويعتقدون أن إم جي بدأت التجارة بشكل صحيح فقط في عام 1925. قام جراج موريس بتجميع سياراتهم في مبانٍ في ألفريد لين، أكسفورد. سرعان ما تسبب الطلب في الانتقال إلى مبان أكبر في طريق بينتون في سبتمبر 1925، حيث شارك مساحة مع أعمال المبرد موريس. كان التوسع المستمر يعني انتقالًا آخر في عام 1927 إلى مصنع منفصل في طريق إدموند، كاولي، أكسفورد، بالقرب من مصنع موريس الرئيسي، وللمرة الأولى، كان من الممكن تضمين خط إنتاج.
في عام 1928، أصبحت الشركة كبيرة بما يكفي لضمان هوية منفصلة عن جراج موريس الأصلي، وإم جي. تم استخدام شركة السيارات اعتباراً من مارس من ذلك العام. في أكتوبر، ولأول مرة، تم إقامة منصة في معرض لندن للسيارات. سرعان ما نفد الفضاء مرة أخرى، وأدى البحث عن منزل دائم إلى استئجار جزء من مصنع جلود قديم في أبينجدون، أوكسفوردشاير، في عام 1929. شركة ذات مسؤولية محدودة اسمها إم جي تأسست شركة السيارات في 21 يوليو 1930. بقي كيمبر مع الشركة حتى عام 1941، عندما اختلف مع موريس حول تدبير العمل في زمن الحرب. توفي كيمبر في عام 1945 في حادث سكة حديد.

### تحت منظمة نافيلد
امتلك ويليام موريس إم جي شخصياً، وفي إعادة ترتيب ممتلكاته الشخصية المختلفة، باع إم جي في عام 1935 إلى موريس موتورز (هي نفسها العضو الرائد في منظمة موريس، التي سميت فيما بعد منظمة نافيلد)، تغيير كان  أن يكون لها عواقب وخيمة على إم جي، ولا سيما أنشطة رياضة السيارات. تم تغيير مجموعة منتجاتها إلى منتجات ولسيلي وموريس المعاد تصنيفها.

### تحت شركة السيارات البريطانية المحدودة
تم استيعاب شركة شركة السيارات المحدودة جنباً إلى جنب مع موريس  في شركة السيارات البريطانية المحدودة (الإختصارBMC)، التي تم إنشاؤها في عام 1952 كدمج بين شركة موريس موتورز ليمتد وشركة أوستن موتور المحدودة.

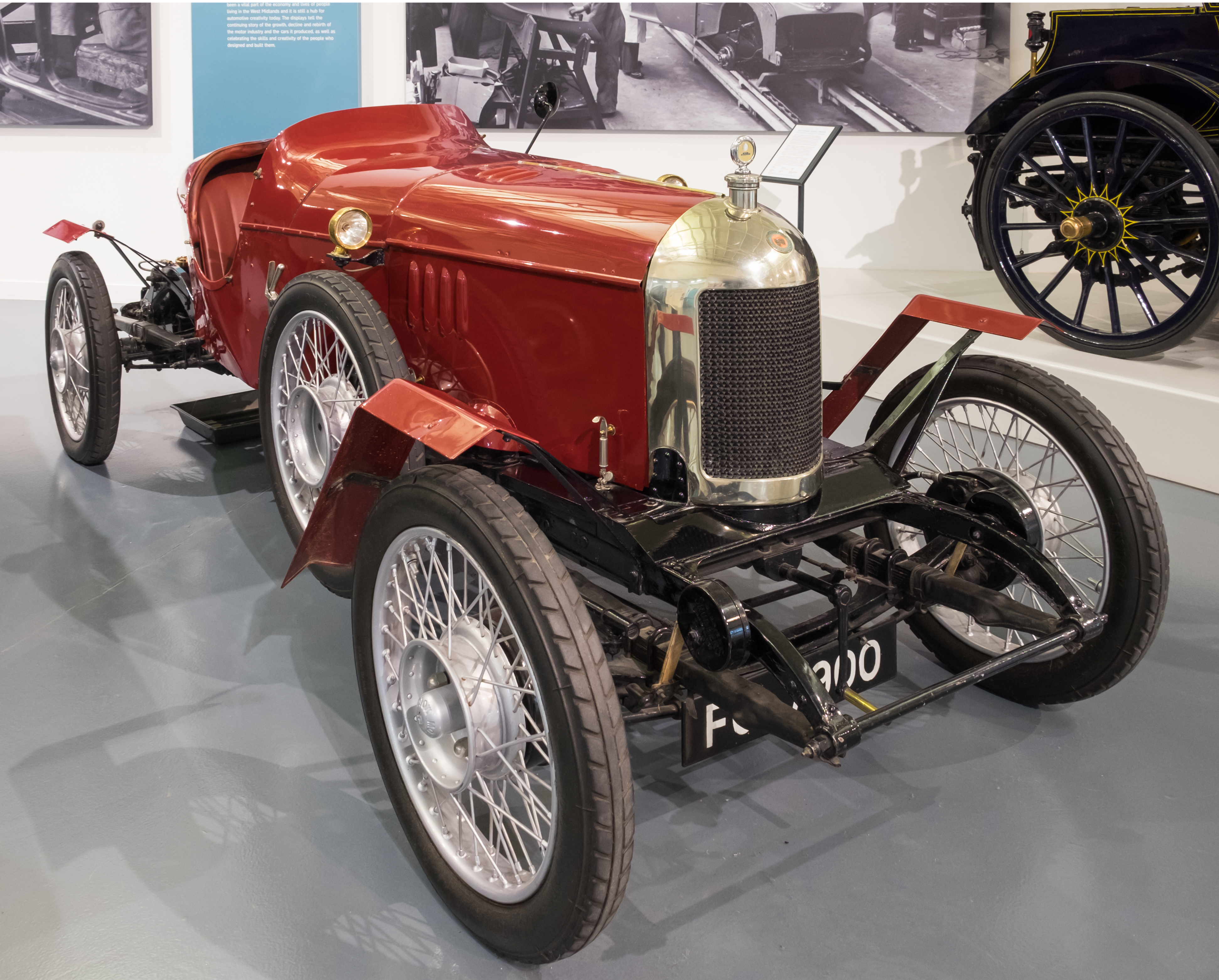
1925 "الرقم الأول القديم" بجسم كاربودوس

تولى جون ثورنلي، مدير الخدمة منذ فترة طويلة، منصب المدير العام، حيث قاد الشركة خلال أفضل سنواتها حتى تقاعده في عام 1969. تحت قيادة شركة السيارات البريطانية المحدودة (الإختصارBMC)، لم تكن العديد من طرازات إم جي أكثر من نسخ مصممة بشارات من سيارات ماركيز أخرى، مع الاستثناء الرئيسي هو سيارات رياضية صغيرة إم جي. اندمجت شركة شركة السيارات البريطانية المحدودة مع شركة جاغوار للسيارات في سبتمبر 1966، وفي ديسمبر من ذلك العام، تم تسمية الشركة الجديدة البريطانية للسيارات القابضة (الإختصارBMH).
اندمجت الشركة البريطانية للسيارات القابضة مع شركة ليلاند للسيارات في عام 1968 لتشكيل شركة ليلاند موتور البريطانية للسيارات (الإختصارBLMC).

### تحت شركة ليلاند موتور البريطانية للسيارات
في الوقت الحالي، لم تكن إم جي أكثر من علامة تجارية مستخدمة من قبل شركة ليلاند موتور البريطانية للسيارات، ومنذ عام 1972 تقريباً، توقف استخدام اسم شركة ام جي للسيارات المحدودة.

## العلامة التجارية إم جي
يبدو أن اسم العلامة قد نشأ من الأحرف الأولى لشركة موريس جراج، وهي شركة مبيعات التجزئة الخاصة وليام موريس. كانت العلامة التجارية قيد الاستخدام المستمر، باستثناء فترة الحرب العالمية الثانية، منذ إنشائها في عام 1924 حتى عام 2005، ثم من عام 2007 تحت ملكية صينية.
في البداية، تم استخدام العلامة التجارية في الغالب للسيارات الرياضية ذات المقعدين المصنوعة في مصنع شركة إم جي للسيارات في أبينجدون، على بعد حوالي 10 أميال (16 كم) جنوب أكسفورد.

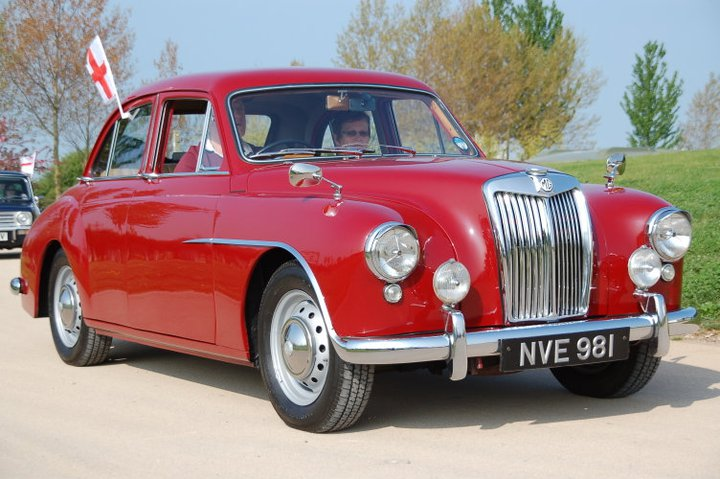
أم جي ماغنيت 1955

### تحت البريطاني ليلاند
بعد التأميم الجزئي في عام 1975، أصبحت البريطانية للسيارات القابضة (يسار) البريطانية ليلاند (فيما بعد ليلاند البريطانية فقط).  
كان موظفو الإدارة والهندسة البريطانيون في ليلاند في الغالب من منظمة ليلاند السابقة، والتي تضمنت منافس إم جي التاريخي الوثيق ترايمف.  
تم تجميع ترايمف في ليلاند البريطانية في قسم متخصص في ليلاند البريطانية، جنباً إلى جنب مع روفر وجاغوار، بينما تم الاحتفاظ بإم جي مع ماركيز البريطانية للسيارات القابضة السابق الآخرين في قسم أوستن موريس، والتي كانت تصنع سيارات عائلية الإنتاج الضخم. بينما تم إطلاق طرازات ترايمف الجديدة مثل تي آر 7 والدولوميت خلال السبعينيات، لم يتم تقديم طرازات إم جي جديدة باستثناء الإصدار المحدود V8 من إم جي بي.
في حين أن عمليات إم جي كانت مربحة، تم تعويض هذه الأرباح بالكامل من خلال الخسائر الضخمة التي تكبدها باقي قسم أوستن موريس وأي تمويل للقسم داخل ليلاند البريطانية تم تخصيصه لنماذج السوق الشامل المطلوبة بشكل عاجل، مما ترك إم جي مع موارد محدودة لتطوير والحفاظ على نطاق النموذج الحالي، والذي أصبح قديماً بشكل متزايد وسط مزيج من السياسات الاقتصادية والداخلية والخارجية، تم إغلاق مصنع أبينجدون في 24 أكتوبر 1980 كجزء من البرنامج الصارم للتخفيضات الضرورية لتغيير ليلاند البريطانية بعد الأوقات المضطربة في السبعينيات.
آخر سيارة تم بناؤها هناك كانت إم جي بي، وبعد إغلاق مصنع أبينجدون، تم التخلي مؤقتاً عن إم جي ماركي، وقررت ليلاند البريطانية أنه لن يكون هناك خليفة مباشر مباشر لـ موريس جراج البريطانية أو مدجت.
على الرغم من إغلاق العديد من المصانع داخل ليلاند البريطانية، إلا أن أياً منها لم يخلق ضجة كبيرة بين العمال والتجار والنوادي والعملاء كما فعل هذا الإغلاق. بعد سنوات، أعرب السير مايكل إدواردز عن أسفه لقراره.
بين عامي 1982 و1991، اعتادت موريس جراج ماركي لتصميم نسخ رياضية أكثر من طرازات مترو أوستن روفر ومايسترو ومونتيجو. لم يتم إحياء علامة إم جي في حد ذاتها حتى عام 1992، مع إم جي آر V8 - سيارة إم جي بي رودستر محدثة بمحرك V8 روفر، والتي تمت معاينتها في معرض برمنغهام للسيارات عام 1992، مع بدء الإنتاج بكميات منخفضة في عام 1993.

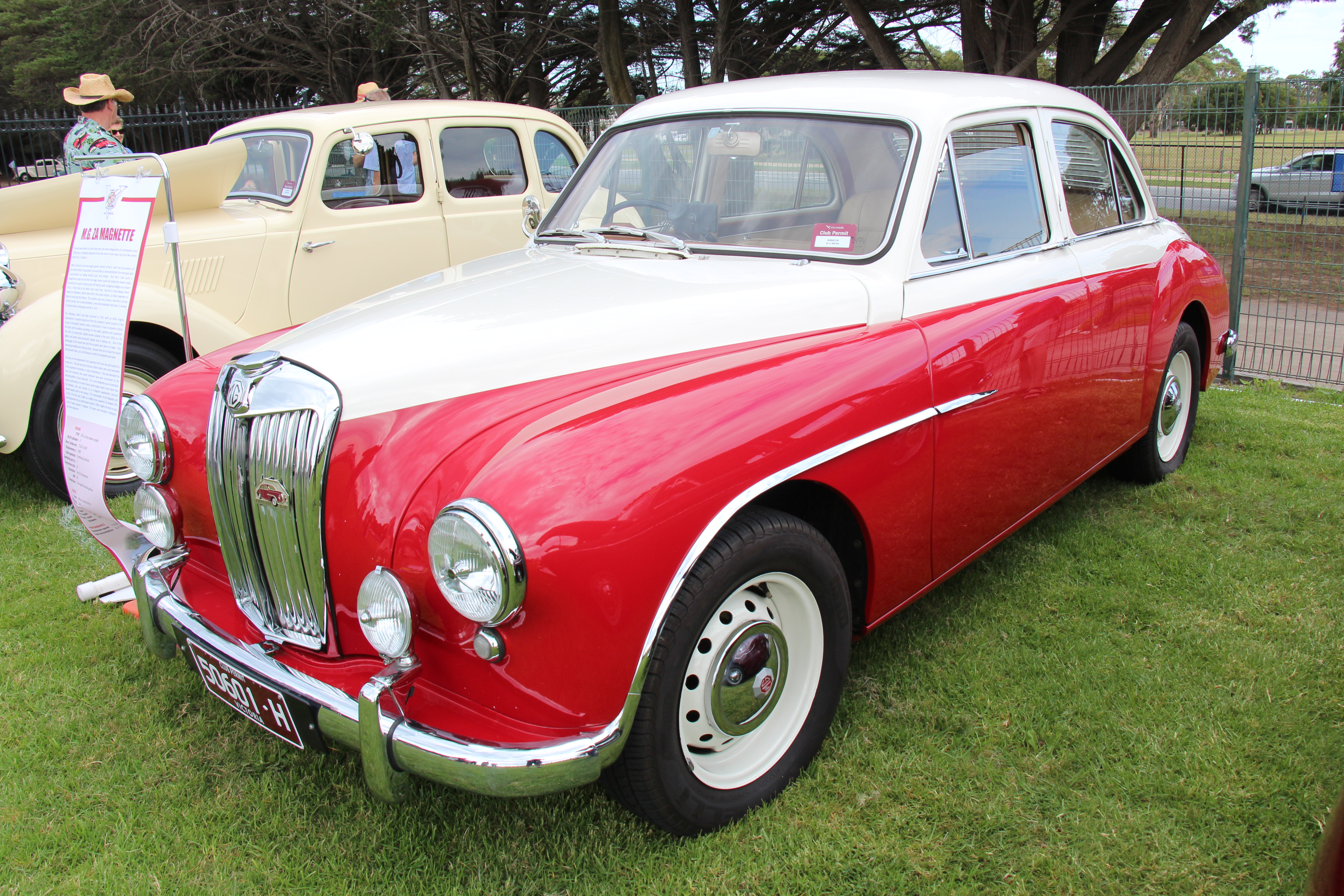
ام جي ماغنيف صالون 1954

### تحت مجموعة روفر
بعد أن أصبحت شركة ليلاند البريطانية مجموعة روفر في عام 1986، انتقلت ملكية موريس جراج ماركي إلى شركة بريتيش ايروسبيس في عام 1988 ثم في عام 1994 إلى بي أم دبليو.  
تم إحياء اسم موريس جراج للمرة الثانية في عام 1992 مع إطلاق آر في 8 إم جي، تلاها إم جي أف بمحرك متوسط في عام 1995، والتي أثبتت أنها أكثر نجاحاً من آر V8 قصيرة العمر.

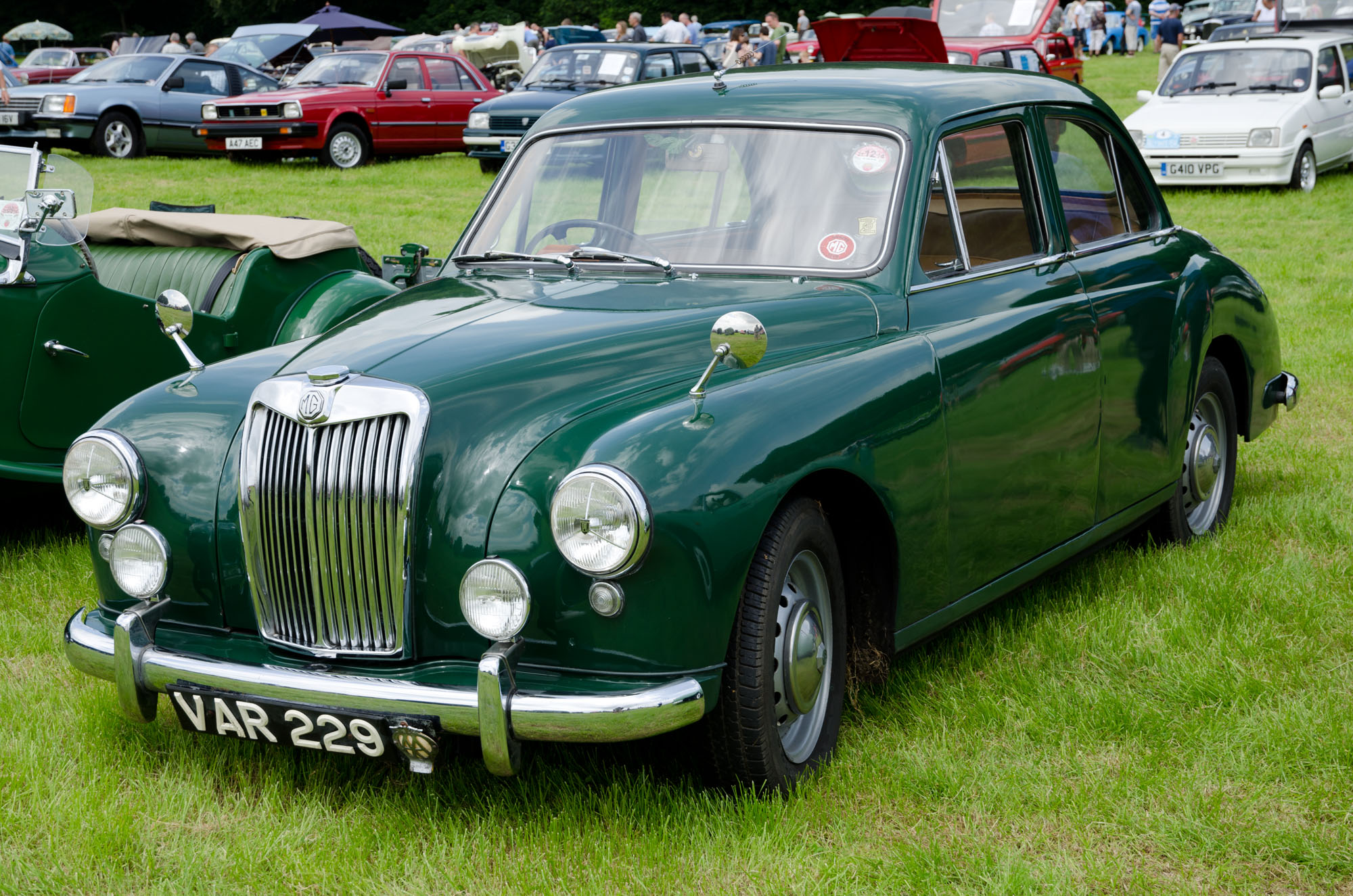
ام جي ماغنيت زد ار 1955

### تحت أم جي روفر
باعت بي إم دبليو الشركة في عام 2000 وانتقلت علامة إم جي التجارية إلى إم جي مجموعة روفر ومقرها في لونجبريدج، برمنغهام. استمرت ممارسة بيع سيارات إم جي الرياضية الفريدة جنباً إلى جنب مع الطرازات المصممة بشارات (الآن روفرز). دخلت المجموعة في الإستحواذ في عام 2005 وتم تعليق إنتاج السيارات في 7 أبريل 2005. اعتباراً من عام 2003، كان موقع مصنع أبينجدون السابق يستضيف ماكدونالدز وشرطة وادي التايمز مع بقاء مبنى المكاتب السابق فقط قائماً. يقع المقر الرئيسي لنادي سيارات إم جي (تأسس عام 1930) بالجوار.
في عام 2006، أفيد أن مبادرة تسمى مشروع كيمبر، بقيادة ديفيد جيمس، دخلت في محادثات مع نانجينغ لشراء علامة إم جي التجارية لإنتاج مجموعة من السيارات الرياضية بناءً على تصميم سمارت رودستر الذي تم إيقافه بواسطة دايملر كرايسلر. لم يتم التوصل إلى اتفاق، مما أدى إلى اعتماد علامة أي سي كار للطراز الجديد بدلاً من ذلك. اعتباراً من عام 2009، يبدو أن المشروع خامد.

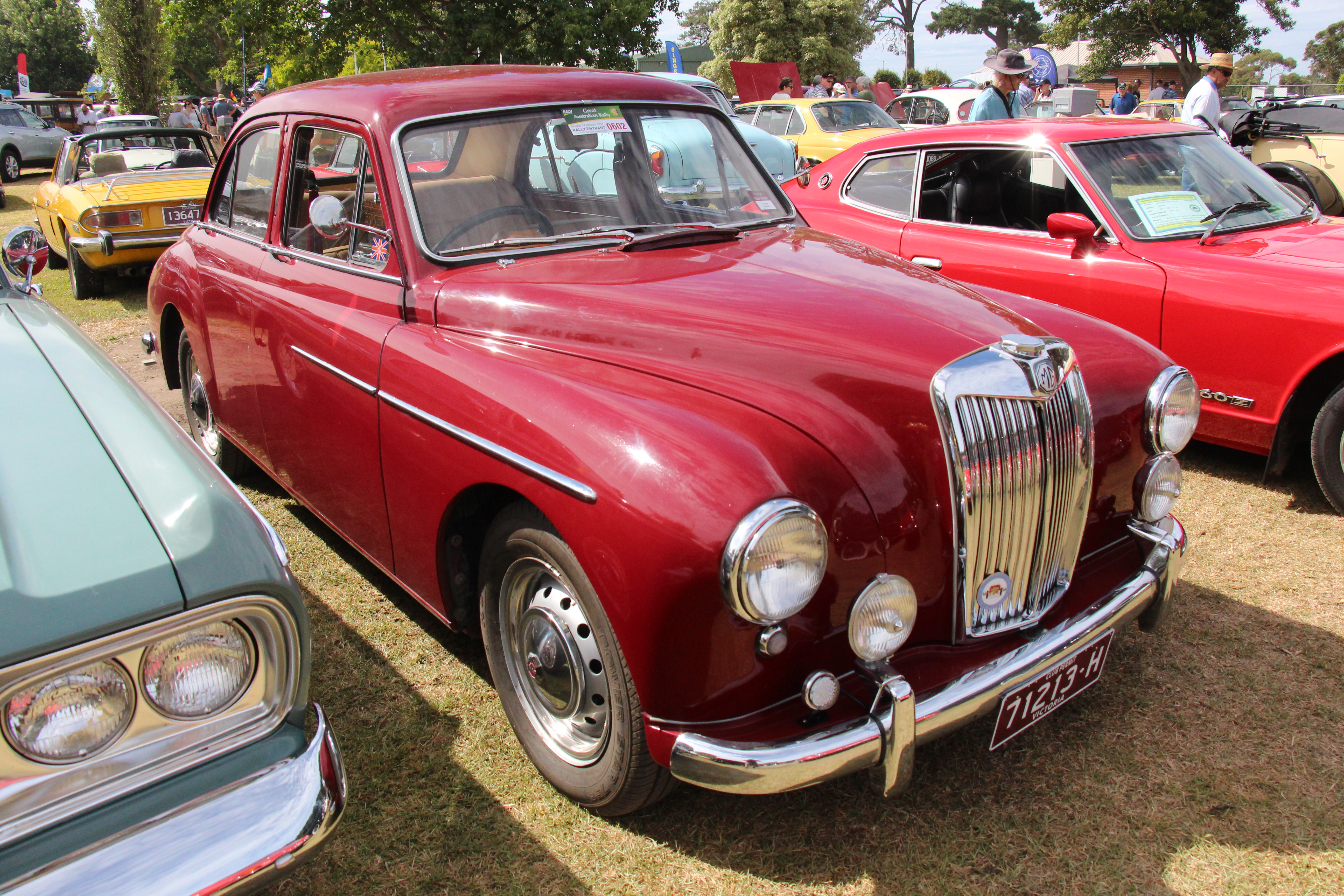
ام جي ماغنيت زد بي 1957

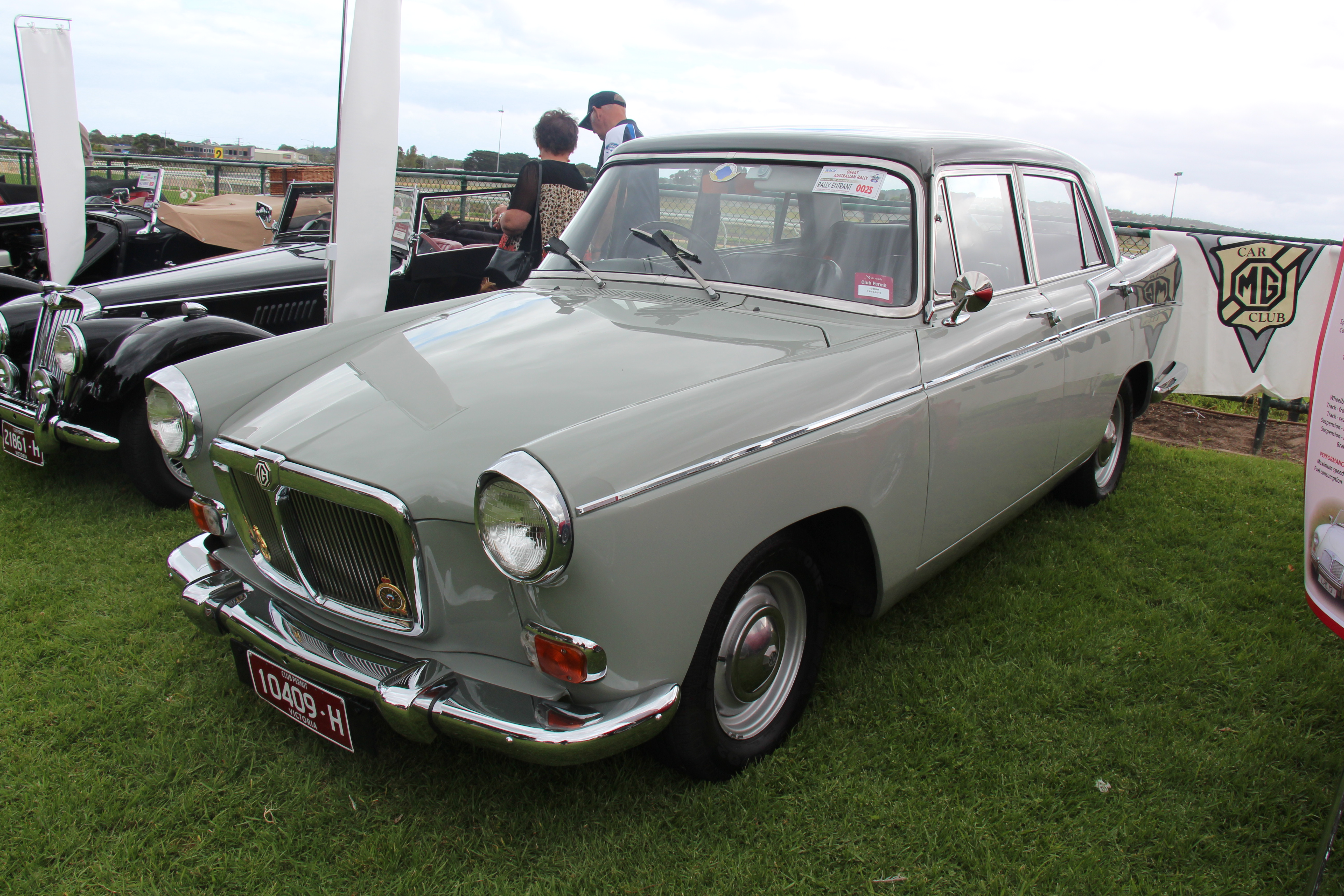
إم جي ماغنيت 1960

### تحت إم جي موتور
المقال الرئيسي: إم جي موتور
في 22 يوليو 2005، اشترت مجموعة نانجينغ للسيارات حقوق علامة إم جي التجارية جنباً إلى جنب مع الأصول الأخرى لمجموعة إم جي روفر (باستثناء خط إنتاج طراز زد أس) مقابل 53 مليون جنيه إسترليني، مما أدى إلى إنشاء شركة جديدة تسمى ناس إم جي البريطانية. تمت إعادة تسمية هذا لاحقاً باسم إم جي موتور، بعد اندماج نانجينغ للسيارات مع شركة شنغهاي لصناعة السيارات (الإختصار SAIC).
في عام 2011، أطلقت سيارات إم جي طرازاً جديداً، إم جي 6 في جي أي (هاتشباك) وماغنيتي (صالون) وهما أول جيل جديد من سيارات إم جي متوفر في المملكة المتحدة منذ إم جي تي في.
تُباع مجموعة إم جي سيارات إم جي الآن في الهند، وأستراليا، وبروناي، والصين، وتشيلي، وكولومبيا، والبرازيل، وكوستاريكا، وتايلاند، وجنوب إفريقيا، والمملكة المتحدة - توفر الطُرز حسب السوق.
كما تم إطلاق أول طراز جديد كلياً يحمل علامة إم جي التجارية لمدة 16 عاماً، إم جي 6 (اشتقاق من السيارة الصينية رويوي 550)[بحاجة لمصدر] رسمياً في 26 يونيو 2011 خلال زيارة إلى مصنع سيارات إم جي لونغبريدج بواسطة رئيس مجلس الدولة الصيني ون جيا باو.

بحلول مارس 2012، استثمرت شركة شنغهاي لصناعة السيارات (الإختصارSAIC) ما مجموعه 450 مليون جنيه إسترليني في سيارات إم جي. بلغ إجمالي المبيعات في المملكة المتحدة 782 مركبة في عام 2012. وتم طرح إم جي 3 الجديدة للبيع في المملكة المتحدة في سبتمبر 2013.

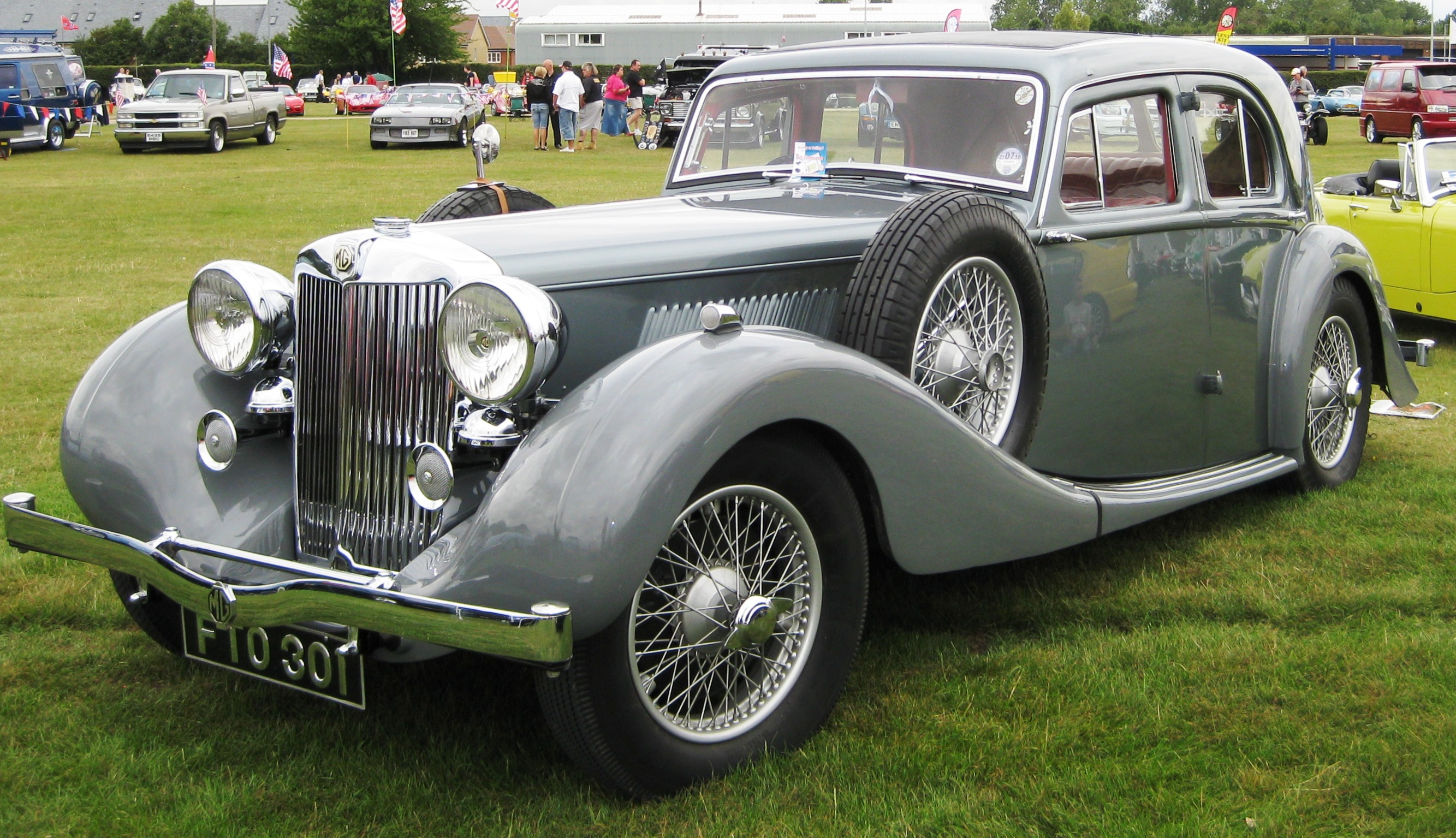
سيارة إم جي (المعرض الرياضي 1939)

كما تم التصويت على سيارات إم جي في المركز الثالث عن فئة «أفضل مصنع» في استطلاع أوتو إكسبرس2014 قوة السائق. احتفلت إم جي موتور بالعيد التسعين للعلامة التجارية في عام 2014، واستمتعت بمزيد من الاحتفالات مع عام حطم الأرقام القياسية التي قادت الشركة نمو صناعة السيارات في المملكة المتحدة في 2014. وارتفعت مبيعات العلامة التجارية إم جي بنسبة 361٪ خلال عام 2014 بفضل تقديم إم جي 3 لمجموعة المنتجات.

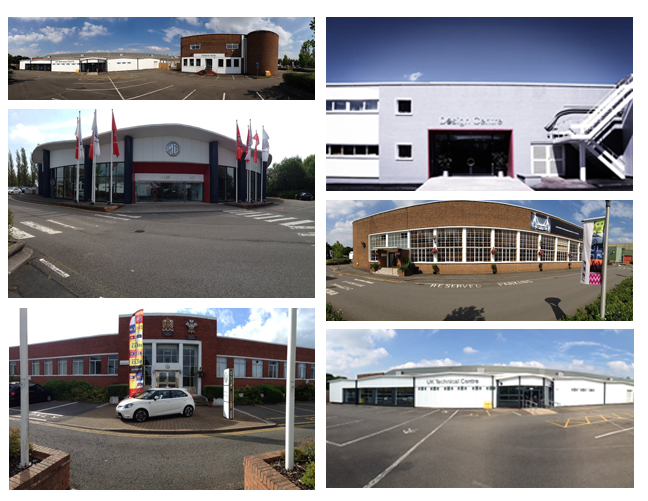
إم جي البريطانية، المركز التقني والتصميم في المملكة المتحدة SAIC

### موديلات السيارات

#### إم جي 14/28 - إم جي 18/80
كان الطراز الأول، 1924 إم جي 14/28 يتألف من جسم رياضي جديد على شاسيه موريس أكسفورد. استمر طراز السيارة هذا من خلال عدة إصدارات بعد التحديثات التي طرأت على موريس. كانت السيارة الأولى التي يمكن وصفها على أنها إم جي جديدة، بدلاً من موريس المعدلة هي إم جي 18/80 لعام 1928، والتي كان لها هيكل مصمم لهذا الغرض وأول ظهور لشبكة إم جي العمودية التقليدية. وتم إطلاق سيارة أصغر في عام 1929 مع أول سلسلة طويلة من مدجت بدءاً من نوع إم استناداً إلى هيكل موريس مونير لعام 1928.
أسست إم جي اسماً لنفسها في الأيام الأولى لرياضة سباقات السيارات الدولية. منذ بداية الحرب العالمية الثانية واستمرارها بعد ذلك، أنتجت إم جي مجموعة من السيارات تعرف باسم أقزام السلسلة تي، والتي تم تصديرها بعد الحرب إلى جميع أنحاء العالم، محققة نجاحاً أكبر مما كان متوقعاً. وشملت هذه إم جي تي سي وإم جي تي دي وإم جي تي إف، وكلها تستند إلى إم جي تي بي قبل الحرب، وتم تحديثها مع كل نموذج متتالي.
ابتعدت إم جي عن خط إنتاجها السابق من سيارات الصالون من نوع واي وتصميمات ما قبل الحرب وأطلقت إم جي أي في عام 1955. وتم إطلاق إم جي بي[بحاجة لمصدر] في عام 1962 لتلبية الطلب على سيارة رياضية أكثر حداثة وراحة. في عام 1965، تبعت السيارة الكوبيه ذات الرأس الثابت: إم جي بي جي تي.
مع التحديثات المستمرة، في الغالب للامتثال لانبعاثات الولايات المتحدة الصارمة ومعايير السلامة، تم إنتاج إم جي بي حتى عام 1980. بين عامي 1967 و1969 تم إطلاق نموذج قصير العمر يسمى إم جي سي. اعتمد إم جي سي على جسم إم جي بي، ولكن بمحرك أكبر (وأثقل) بست أسطوانات، ومعالجة أسوأ إلى حد ما.

#### إم جي مدجت
بدأت إم جي أيضاً في إنتاج إم جي مدجت في عام 1961. كان المدجت من الجيل الثاني المعاد تصميمه وإعادة تصميمه قليلاً من أوستن هيلي سبرايت. مما أثار استياء العديد من المتحمسين، كان طراز 1974 إم جي بي هو آخر طراز مصنوع من مصدات الكروم بسبب لوائح السلامة الجديدة في الولايات المتحدة؛ تحمل عام 1974 مصدات سميكة من المطاط الأسود ادعى البعض أنها دمرت خطوط السيارة.
في عام 1973، تم إطلاق إم جي بي جي تي في 8 بمحرك بويك روفر V8 السابق وتم بناؤه حتى عام 1976. كما هو الحال مع إم جي بي، تم تعديل تصميم مدجت بشكل متكرر حتى إغلاق مصنع أبينجدون في أكتوبر 1980 وتم تصنيع آخر المجموعة.
تم تطبيق الشارة أيضاً على إصدارات سيارات الصالون إم بي سي أي دي أو 16 بما في ذلك، والتي كانت متوفرة أيضاً كسيارة رايلي، ولكن مع إم جي بي كانت أكثر «رياضية» قليلاً.
عاشت العلامة بعد عام 1980 تحت ليلاند البريطانية (بي إل)، حيث تم استخدامها في عدد من صالونات أوستن بما في ذلك مترو ومايسترو ومونتيغو. في نيوزيلندا، ظهرت شارة إم جي حتى في أواخر الثمانينيات من القرن الماضي في ملكية مونتيغو، والتي كانت تسمى إم جي 2.0 Si واغون. كان هناك تاريخ تنافسي موجز مع نسخة بمحرك وسطي بست أسطوانات من المترو.
انتهى إنتاج إم جي مترو في عام 1990 عند إطلاق طراز روفر فقط. ظلت إم جي مايسترو وإم جي مونتيغو معروضة للبيع حتى عام 1991، عندما خفضت روفر إنتاج هذه الطرازات للتركيز على أكثر حداثة 200 سيريس و400 سيريس.

#### إم جي مترو
طُرحت طرازات روفر مترو و200 و400 جي تي آي عالية الأداء للبيع في أواخر عام 1989 وطوال عام 1990 حيث تم إيقاف إصدار إم جي من مترو في عام 1990 وتم إلغاء نسختي مايسترو ومونتيغو في عام 1991.
أعادت مجموعة روفر إحياء السيارة ذات المقعدين مع إم جي آر في 8 في عام 1992. تم طرح إم جي إف الجديدة كلياً للبيع في عام 1995، لتصبح أول سيارة رياضية إم جي «حقيقية» يتم إنتاجها بكميات كبيرة منذ توقف إم جي بي عن الإنتاج في عام 1980.
بعد الشراء في مايو 2000 لعلامتي إم جي وروفر من قبل كونسورتيوم فينيكس وتشكيل مجموعة إم جي روفر الجديدة، تم توسيع نطاق إم جي في صيف عام 2001 بإدخال ثلاثة طرازات رياضية على أساس المجموعة المعاصرة من سيارات روفر.
تم بناء إم جي زد آر على طراز روفر 25 وإم جي زد أس على روفر 45 وإم جي زد تي \ زد تي تي أف على روفر 75.
اشترت مجموعة إم جي روفر كفول، التي تولت تطوير بواسطة دي توماسو بيجوا.هذه السيارة، التي أعيدت تسميتها إلى كفول مانغوستا وتمت الموافقة عليها بالفعل للبيع في الولايات المتحدة، شكلت أساس إم جي إكس بور سي في، السيارة الرياضية «المتطرفة» بمحرك V8. تم الكشف عنها في عام 2002 وتم طرحها للبيع في عام 2004.

#### إي موشين
في عام 2017، عرضت شركة شنغهاي لصناعة السيارات أول سيارة إم جي اختبارية جديدة كلياً لبعض الوقت، عندما كشفت النقاب عن إي-موشين في معرض شنغهاي للسيارات. اعتباراً من يونيو 2020، تم الإبلاغ عن استعداد إم جي لإطلاق سيارة رياضية كهربائية استناداً إلى مفهوم إي-موشين 2017، ستنضم جلوستر، وهي سيارة رياضية متعددة الاستخدامات كاملة الحجم ذات سبعة مقاعد، إلى تشكيلة إم جي لتكون السيارة الرائدة العرض الرابع في الهند. إم جي تخطط لتعزيز موطئ قدمها في السوق الهندية بمنتجات جديدة. بعد إطلاق هيكتور بلس الدفع الرباعي المقرر إطلاقه في يوليو، قامت الشركة بانتقاء سيارة دفع رباعي أخرى للهند، وسيتم إطلاقها في ديوالي 2020 تقريباً. تم عرض إم جي جلوستر ذات الدفع الرباعي في الهند في معرض أوتو إكسبو 2020. إنها ماكسوس المعاد تسميتها دي 90 التي تبيع في السوق الصينية. من المتوقع أن يتم تسعير جلوستر بين 28 روبية و35 روبية للسوق الهندي.
في مايو 2020، عرضت إم جي مفهوماً لخليفة تي في  الذي أطلقوا عليه إم جي سايبرستر.

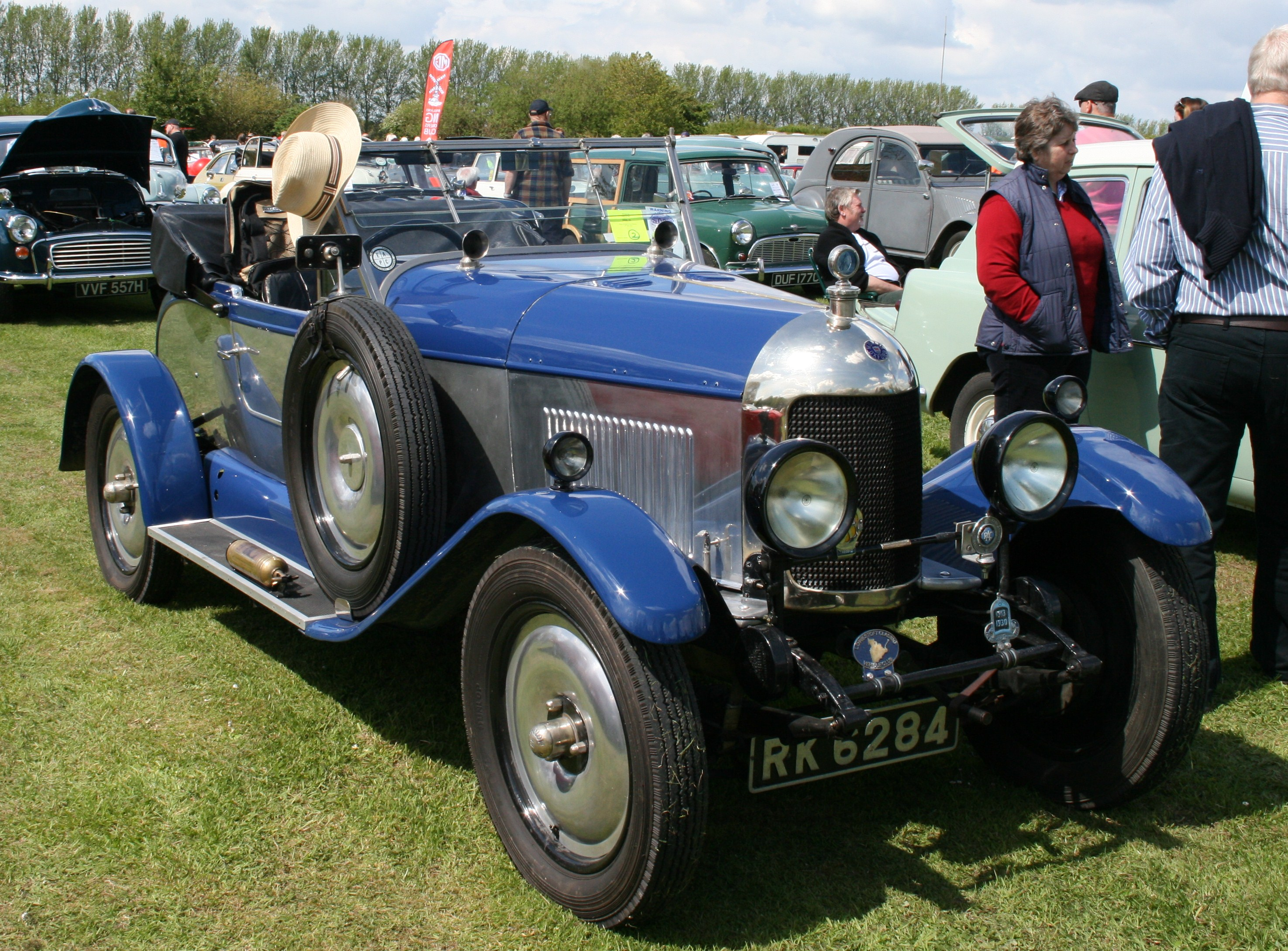
1926 14-28 ذات المقعدين المفتوحة

### قائمة النماذج

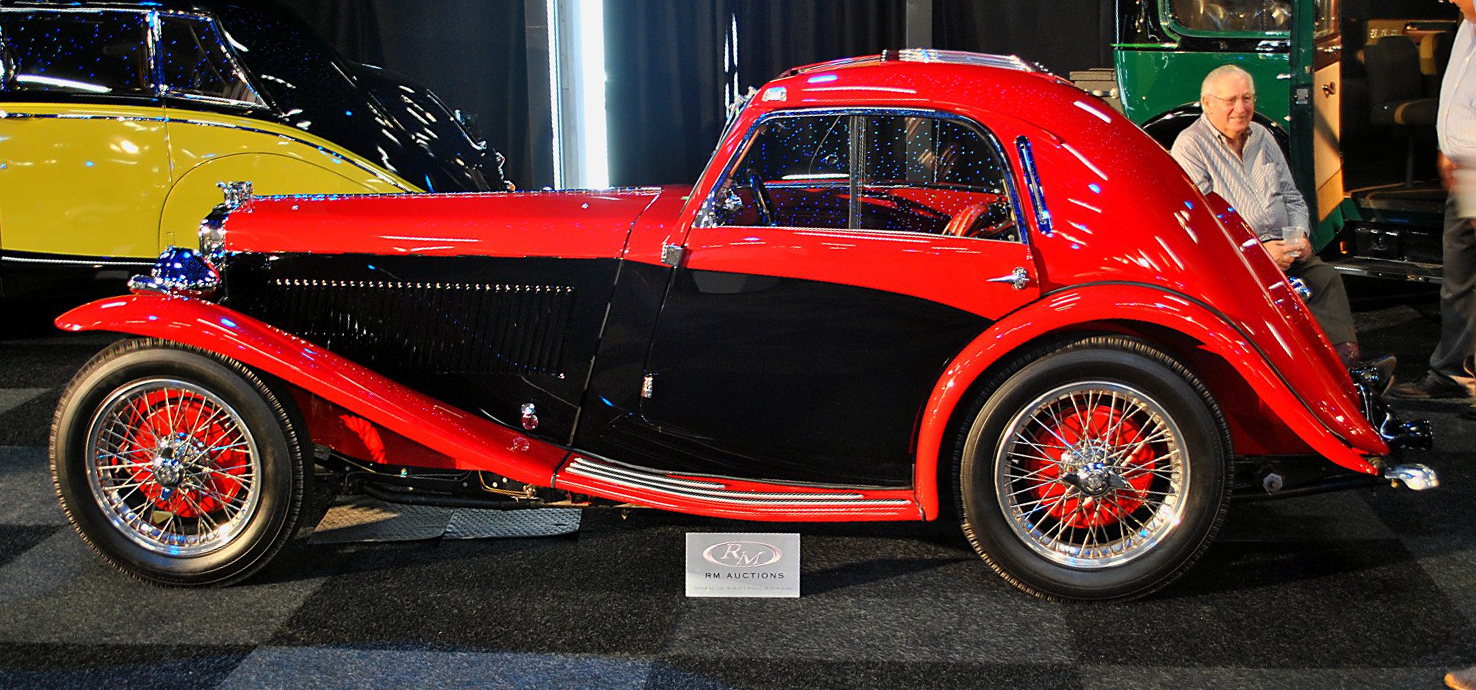
إم جي أيرلاين 1936

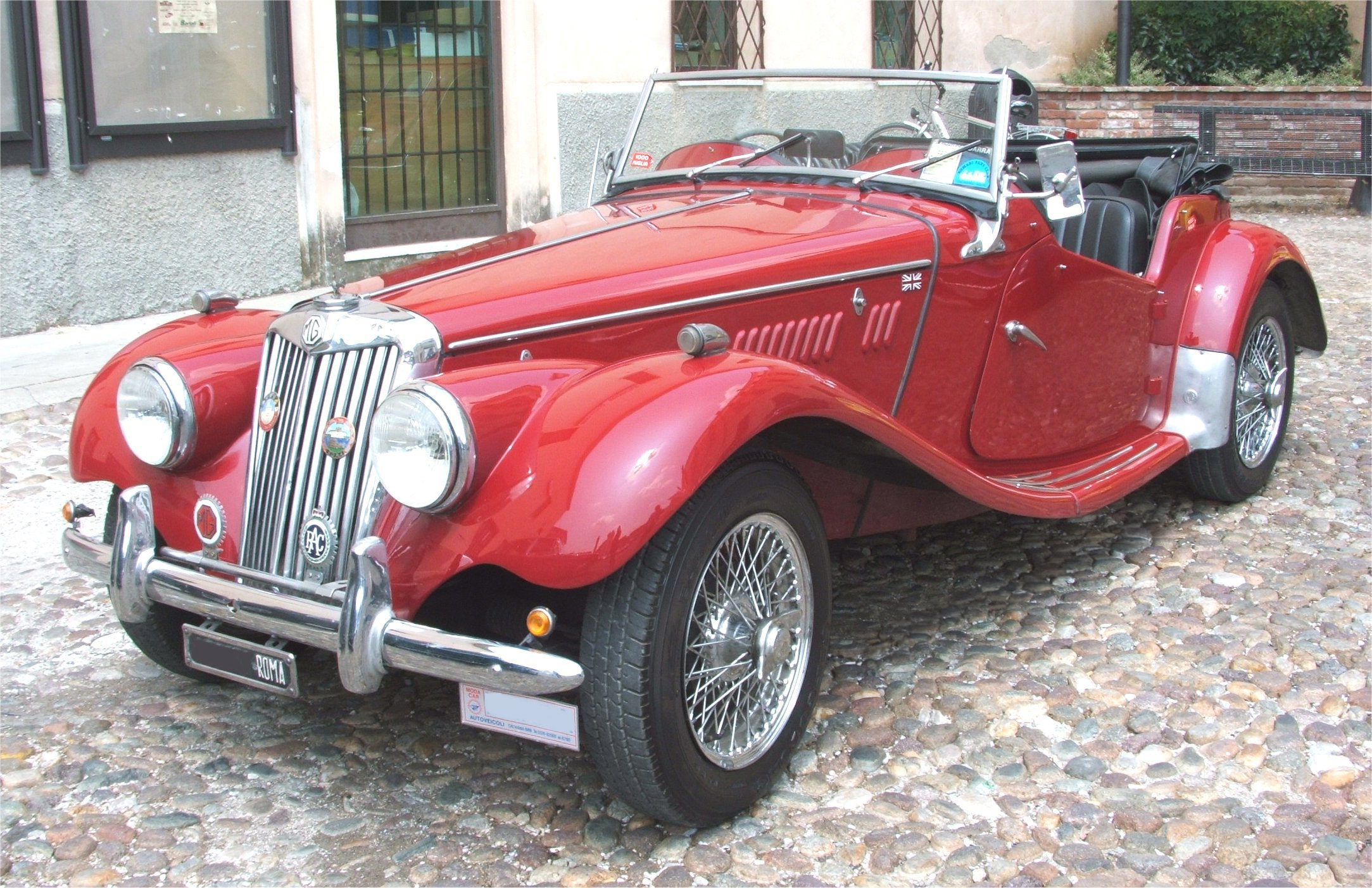
ام جي تي اف 1954

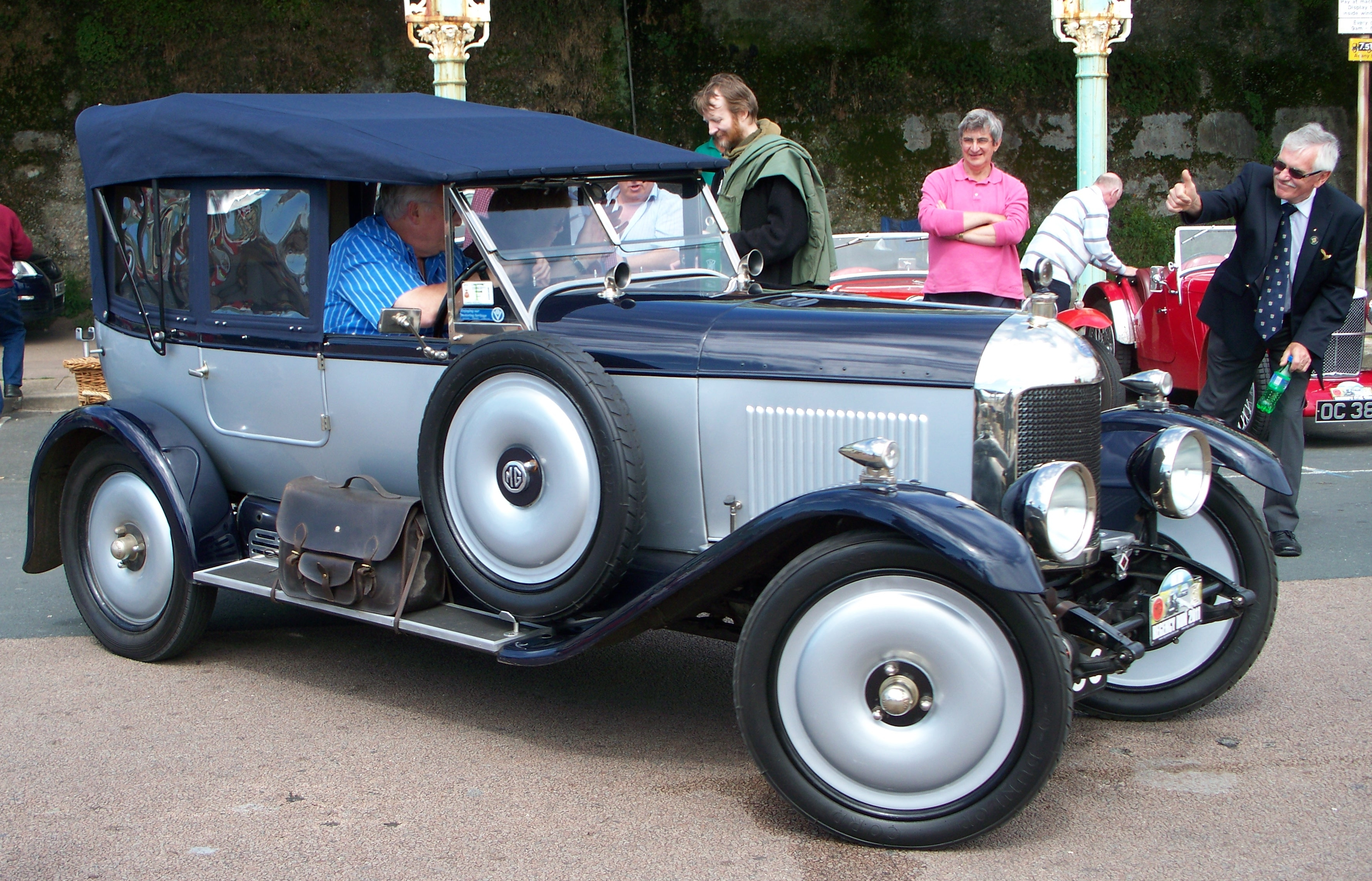
1925 إم جي موريس أكسفورد 14-28

#### سيارات رياضية
1924-1927: إم جي 14/28
1927-1929: إم جي 14/40
1928-1933: إم جي 18/80
1929-1932: إم جي إم نوع - مدجت
1931-1932: إم جي نوع سي مدجت
1931-1932: إم جي نوع دي مدجت
1931-1932: إم جي نوع إف ماجنا
1932-1934: إم جي نوع جي مدجت
1932-1934: إم جي نوع كي ماغنيت
1933-1934: إم جي نوع إل ماجنا
1934-1936: إم جي نوع إن ماغنيت
1934-1936: إم جي نوع بي مدجت
1935-1939: إم جي أس أي صالون، سيارة سياحية وكوبيه
1936-1939: إم جي في أي صالون، سيارة سياحية وكوبيه
1938-1939: إم جي دبليو أي صالون، السيارة السياحية والكوبيه
1936-1940: إم جي نوع تي مدجت
1945-1955: إم جي نوع تي مدجت
1947-1953: إم جي نوع واي صالون وسياحة

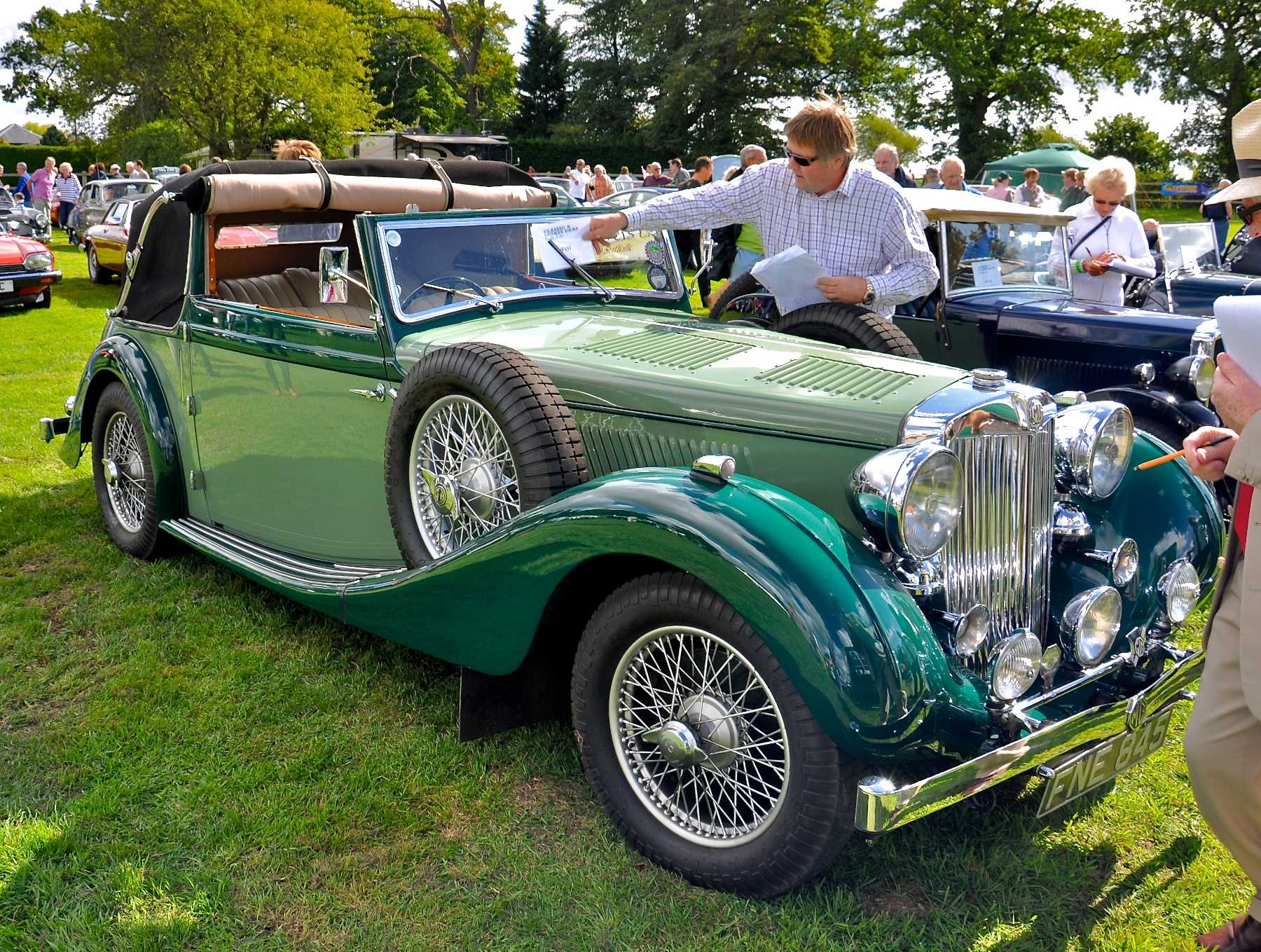
1939 إسقاط الرأس كوبيه بواسطة تيك فورد

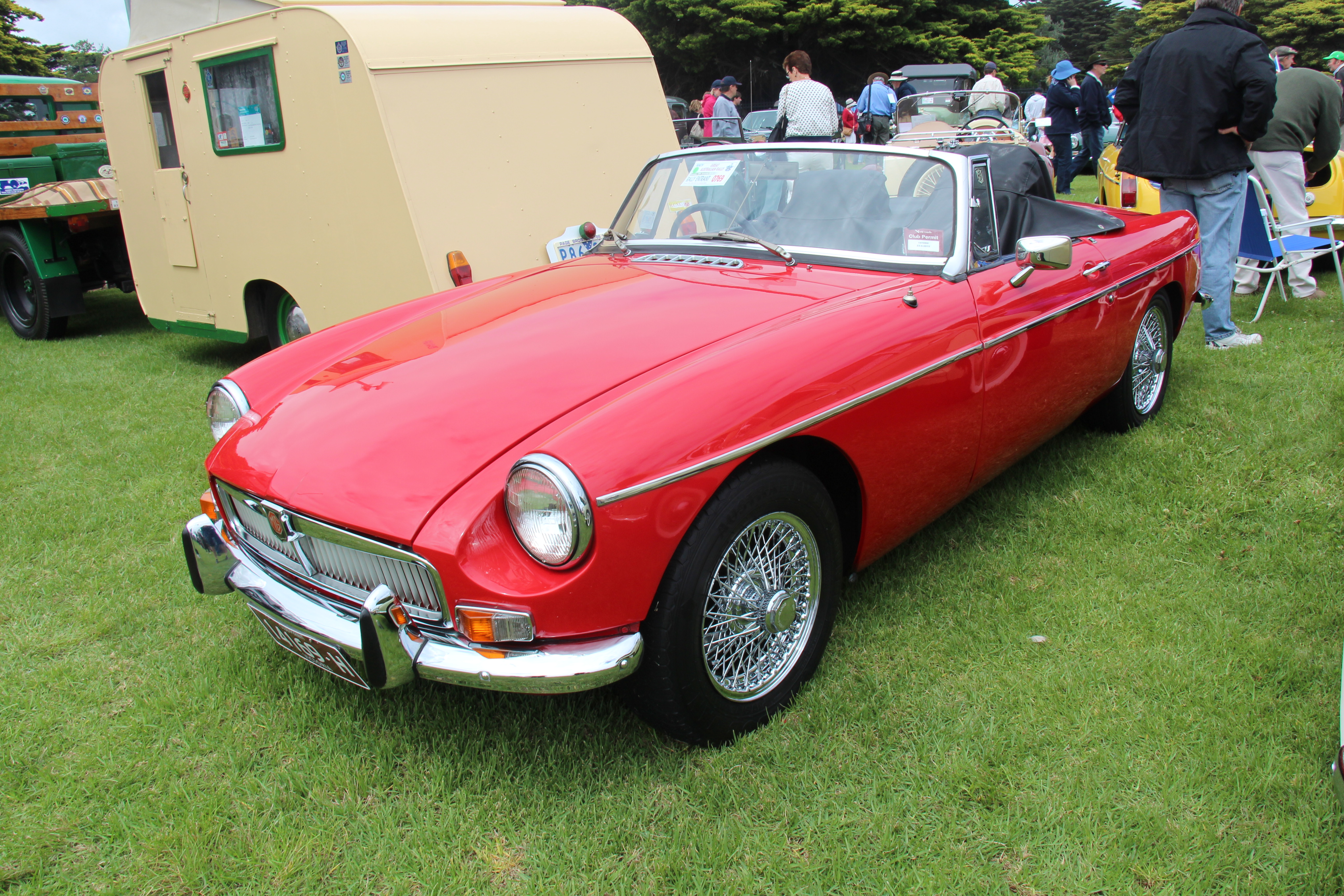
ام جي ام كي رودستر 1964

1955-1962: إم جي أي
1961-1979: إم جي مدجت
1962-1980: إم جي بي
1967-1969: إم جي سي
1973-1976: إم جي بي جي تي V8
1992-1995: إم جي آر في 8
1995-2002: إم جي إف
2002-2005: إم جي تي في
2007-2011: إم جي تي في

#### سيارات ثانوية

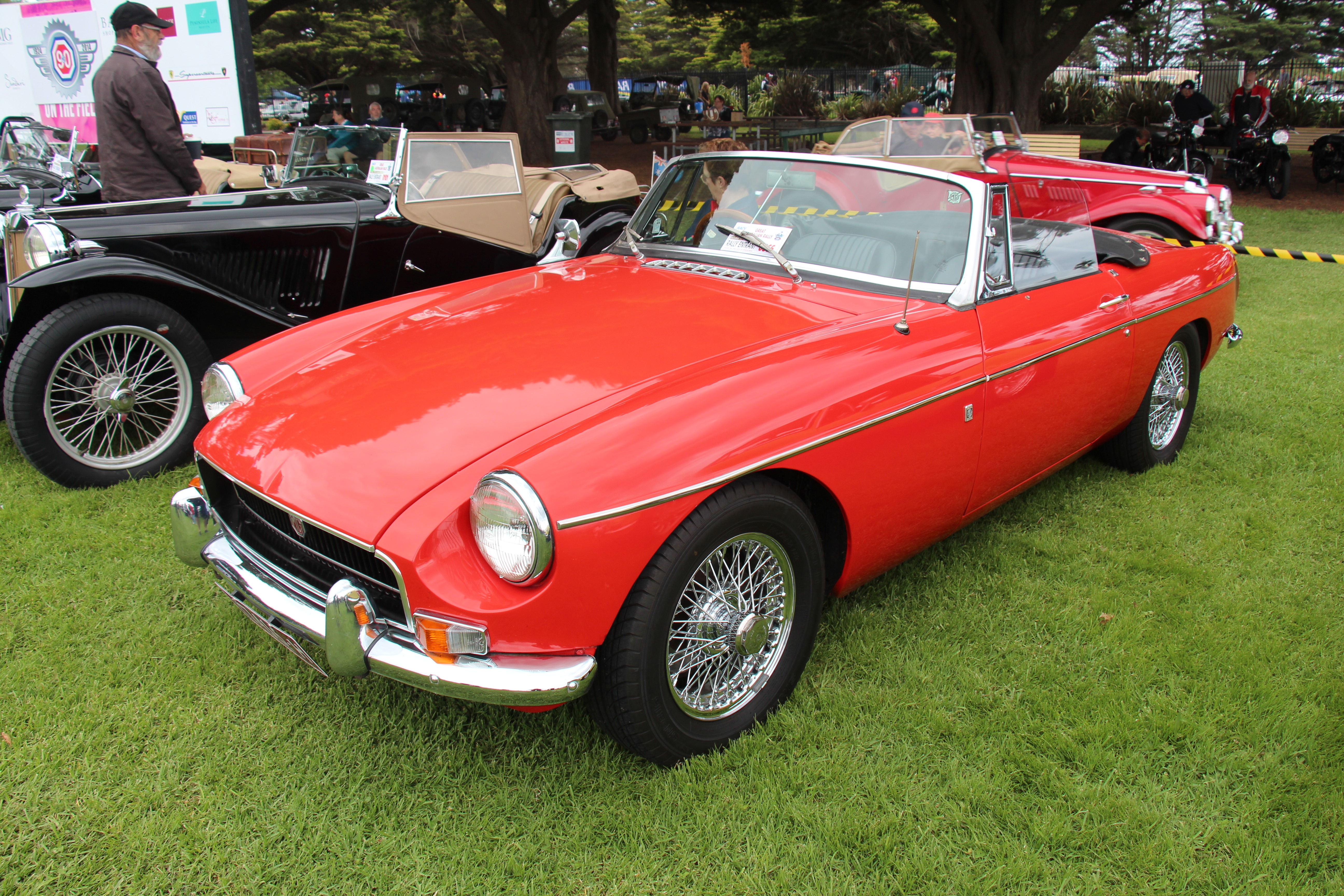
ام جي ام كي رودستر 1970

1982-1990: إم جي مترو
2001-2005: إم جي زد آر
2013 إلى الوقت الحاضر: إم جي 3

#### السيارات المدمجة (الصالونات الصغيرة)

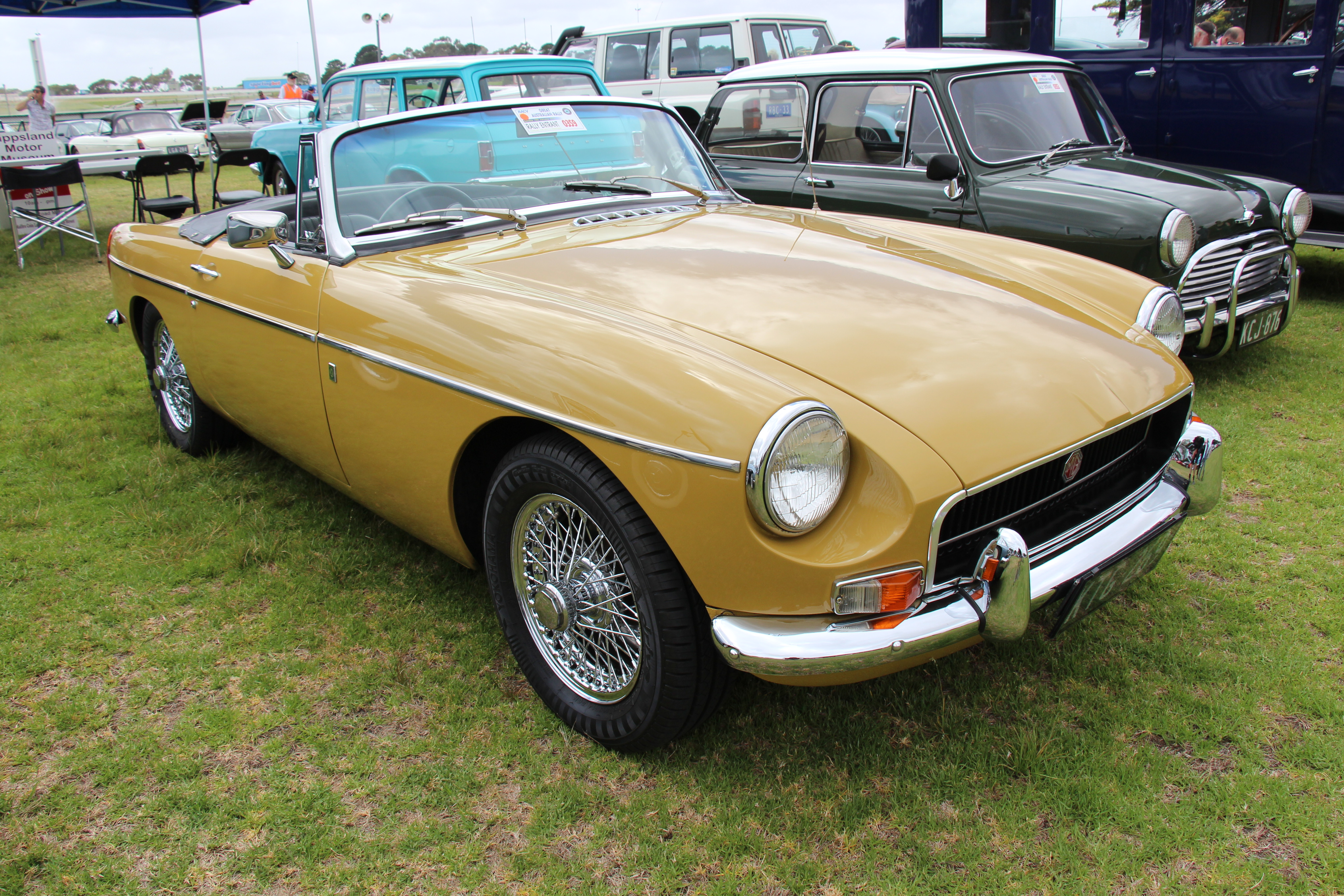
ام جي ام كي رودستر 1971

1933-1934: إم جي كي إن
1962-1968: إم جي 1100
1967-1973: إم جي 1300
2011 إلى الوقت الحاضر: إم جي 6
2012 إلى الوقت الحاضر: إم جي 5

#### السيارات متوسطة الحجم (الصالونات المتوسطة)
1924-1927: إم جي 14/28
1927-1929: إم جي 14/40
1928-1933: إم جي 18/80
1937-1939: إم جي في أي
1947–1953: إم جي نوع واي
1953-1956: إم جي ماغنيت زد أي
1956-1958: إم جي ماغنست زد بي
1959-1961: إم جي ماغنيت إم كي ثالث
1961-1968: إم جي ماغنيت إم كي رابع
1983-1991: إم جي مايسترو
1985-1991: إم جي مونتيغو
2001-2005: إم جي زد أس
2001-2005: إم جي زد تي
2007-2013: إم جي 7

#### سيارات بالحجم الكامل (الصالونات الكبيرة)
1936-1939: إم جي أس أي
1938-1939: إم جي دبليو أي

#### السيارات الخارقة
2002-2005: إم جي إكس بور سي في

#### سيارات سباق
1930-1931: إم جي 18/100 "تايغرس"
1934: إم جي نوع كيو
1935: إم جي نوع آر

#### مفهوم السيارات
1985: إم جي إي إكس إي

#### العربات
1980-1998: إم جي مترو فان
2003-2005: إم جي إكسبرس
2011 إلى الوقت الحاضر: إم جي في 80

#### سيارات الدفع الرباعي
2015 إلى الوقت الحاضر: إم جي جي أس
2017 إلى الوقت الحاضر: إم جي زد أس
2018 إلى الوقت الحاضر: إم جي آر إكس 5

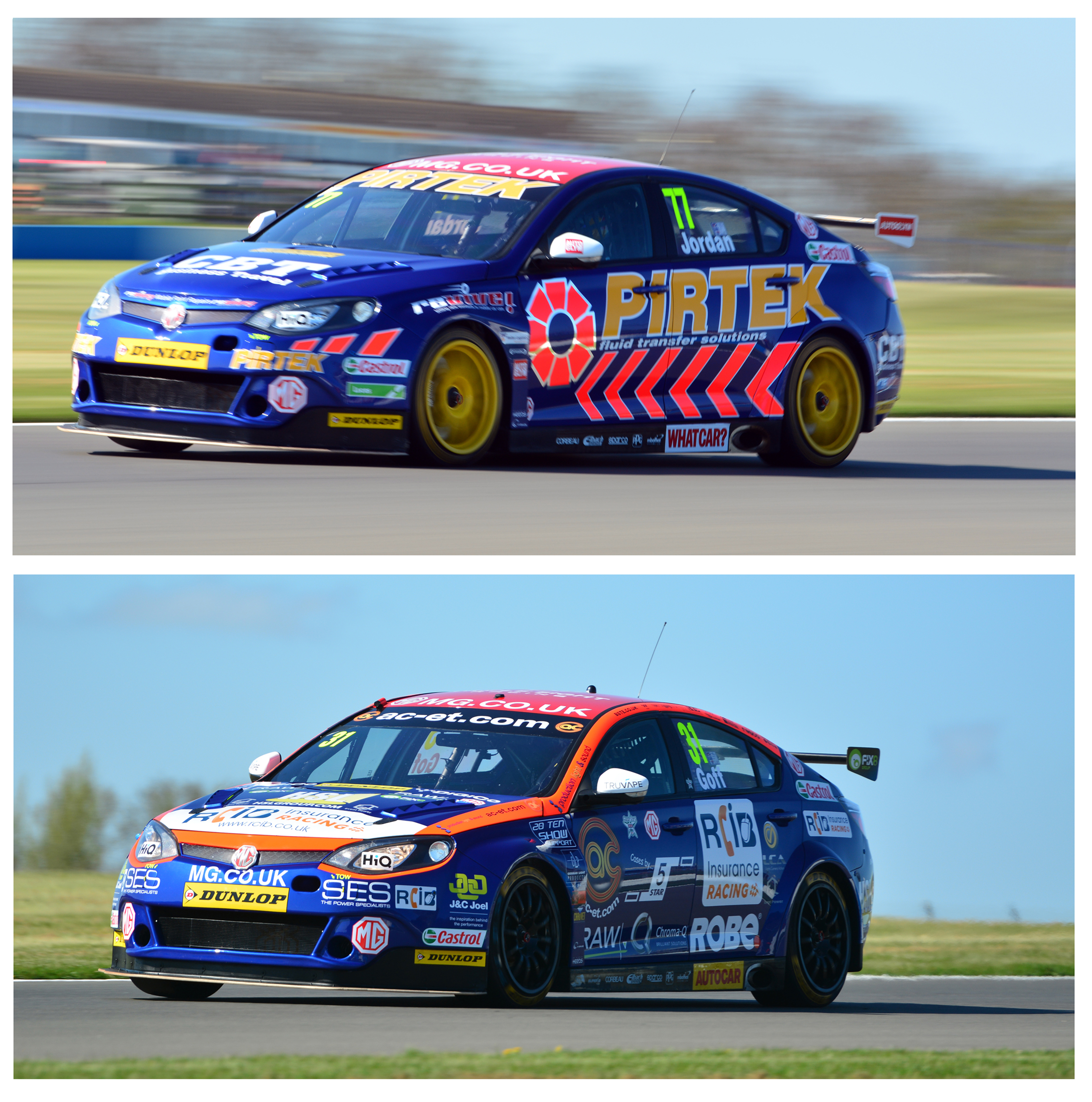
إم جي / تريبل ثمانية سيارات بجولة بريطانية 2015

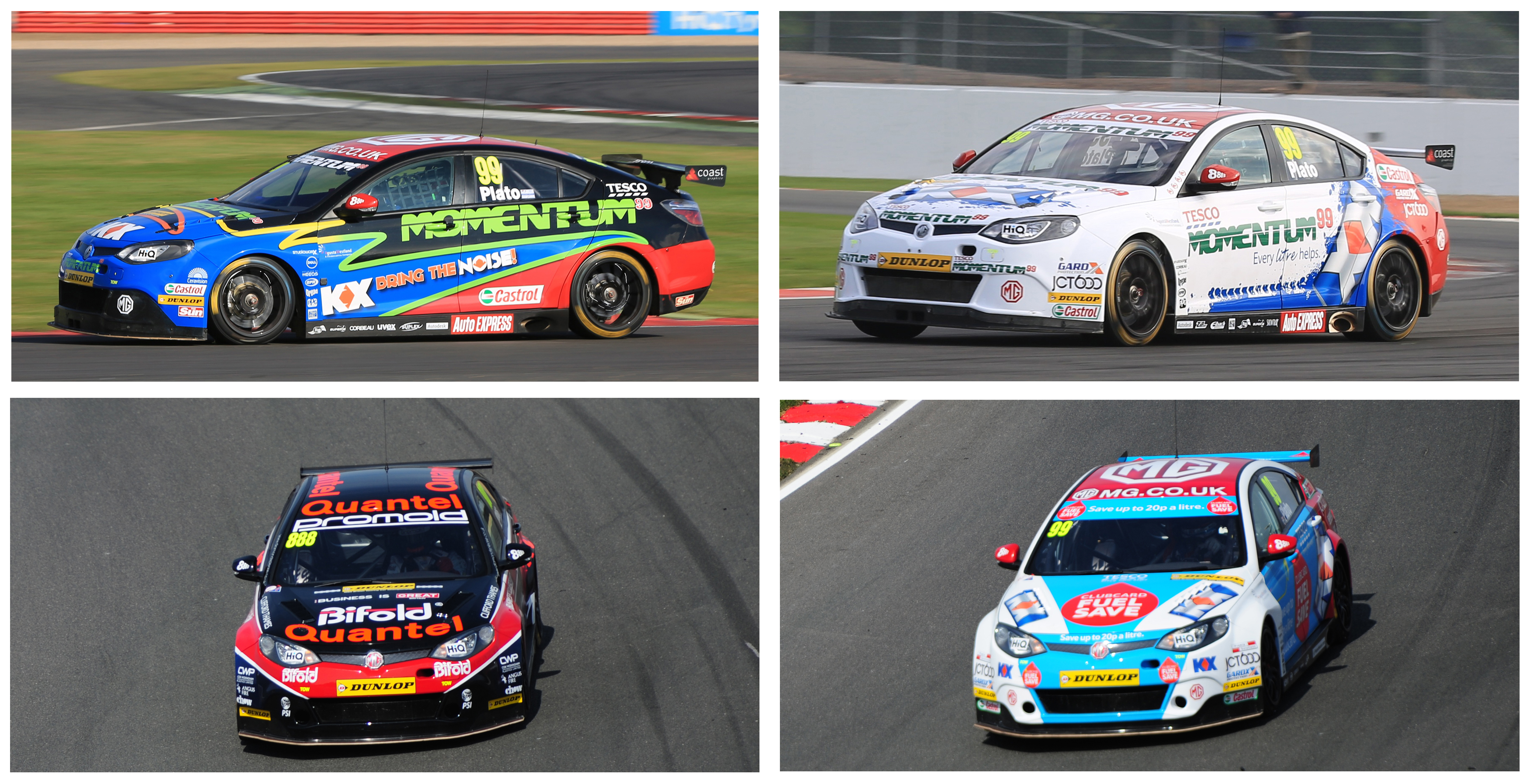
إم جي / تريبل ثمانية سيارات بجولة بريطانية 2012-2014

2018 إلى الوقت الحاضر: إم جي إتش أس
2019: إم جي هيكتور
2019: إم جي زد أس إي في
2020: إم جي تي هيكتور بلس
2020: إم جي جلوستر

## السيارات الرياضة
منذ الأيام الأولى لها، تم استخدام إم جي في المنافسة ومنذ أوائل الثلاثينيات من القرن الماضي، تم تصنيع سلسلة من سيارات السباق المخصصة مثل طراز 1931 نوع سي و1934 كيو وبيعها لعشاق الذين تلقوا مساعدة كبيرة من الشركة. توقف هذا في عام 1935 عندما تم دمج إم جي رسمياً مع سيارات موريس وأغلق قسم المنافسة. كما تم صنع سلسلة من السيارات التجريبية للسماح للكابتن جورج إيسون بتسجيل العديد من سجلات السرعة العالمية. على الرغم من الحظر الرسمي للسباق، استمرت محاولات تسجيل السرعة مع تجاوز غولدي غاردنر 200 ميل في الساعة (320 كم / ساعة) في 1100 cc EX135 في عام 1939.
بعد أن استؤنفت محاولات كسر الأرقام القياسية في الحرب العالمية الثانية، حيث تم تسجيل 500 cc و750 cc في أواخر الأربعينيات.

### سباق لومان
تم اتخاذ قرار أيضاً بالعودة إلى السباقات ودخل فريق إم جي أي أس في سباق 1955 24 ساعات لومان المليء بالمآسي، وهو أفضل سيارة حققت المركز 12. كان مقر قسم المنافسة التابع لشركة السيارات البريطانية أيضاً في مصنع أبينجدون، حيث أنتج العديد من سيارات السباق والراليات الفائزة، حتى تم إغلاق مصنع أبينجدون وتوقف إنتاج إم جي بي في خريف عام 1980.

### سباق ناسكار
قبل استخدام صورة ظلية تويوتا توندرا في سلسلة الشاحنات الحرفية، تم الإبلاغ عن إم جيhh باعتبارها آخر علامة تجارية أجنبية مستخدمة في ناسكار. كان يقودها في عام 1963 سموكي كوك.

### سباق السيارات السياحية
في عام 2001، أعادت إم جي إطلاق حملتها لرياضة السيارات لتغطية 24 ساعة من لومان (إم جي لولا إي إكس 257) بطولة السيارات السياحية البريطانية (الإختصارBTCC) (إم جي زد أس) وبطولة العالم للراليات البريطانية وبطولة إم جي البريطانية المستقلة للراليات (إم جي زد آر). فشل فريق ليمانس في الفوز بسباق التحمل في 2001 و2002 واستقال في 2003.
تسابقت إم جي سبورت + ريسينغ في بطولة السيارات السياحية البريطانية مع إم جي زد أس بين عامي 2001 و2003 كفريق مصنع.

### 2004-2007
في عام 2004 تسابق دبليو أس آر مع إم جي زد أس كفريق خاص. بعد ثلاث سنوات بدون راع رئيسي، تعاونت دبليو أس آر مع ريس في عام 2006 وأطلق على الفريق اسم فريق ريس.
في عام 2007، فازت إم جي زد آر بقيادة بطل نجوم بي آر سي لوك بيندر بالفئة إن ون في جولة بريطانيا من بطولة رالي العالم. رالي ويلز. لا يزال تحدي إم جي للرالي سارياً حتى اليوم على الرغم من التصفية في 2005.
في عام 2004، أُلغيت خطط السباق في دويتشه تورنفاغن ماسترز (الإختصارDTM) مع سيارة زد تي فائقة السرعة معدلة بشكل كبير بسبب تصفية إم جي روفر في أبريل 2005.

### 2012
في يناير 2012، أعلنت شركة سيارات إم جي أنها ستدخل بطولة 2012 البريطانية للسيارات السياحية من خلال فريق إم جي كي إكس سباق الزخم الذي تم إنشاؤه حديثاً. في موسم ترسيمه، قام الفريق بتشغيل سيارات إم جي 6 بقيادة جايسون بلاتو وآندي نيت. أنهى جايسون الموسم بالمركز الثالث، ولم تجد السيارة قدمها بعد في ظروف رطبة.

### 2013
عاد الفريق في عام 2013 بقيادة سام توردوف، الذي كان أداؤه جيداً في عامه الأول بعد أن انضم من خلال مخطط أكاديمية كي إكس. مرة أخرى جاء بلاتو في المركز الثالث، مع توردوف في المركز السادس.
فازت إم جي ببطولة المصنع لعام 2014 لتحطيم عهد هوندا الذي امتد لأربع سنوات. بعد ثلاث سنوات فقط من المنافسة، حسمت إم جي 6 جي تي اللقب بفارق 95 نقطة في ختام الموسم براندز هاتش. حقق السائقان بلاتو وتوردوف سبعة انتصارات و20 منصة تتويج في التقويم المكون من 30 سباقا. أنهى بلاتو بطولة السائقين في المركز الثاني، خلف كولين توركينغتون، بينما احتل توردوف المركز السابع.

### 2014
في عام 2014، كانت إم جي 6 جي تي ثالثة على الشبكة، كان يقودها مارك هاينز - تم الحفاظ عليها أيضاً بواسطة تربل إيت ولكن في كسوة جديدة لا تشبه السيارتين الأخريين من إم جي.
احتلت إم جي المركز الثاني في بطولة الصانعين في عام 2015، حيث قاد أندرو جوردان فريق إم جي بإنهاء الموسم الخامس.

## ذات صلة
صور بي بي سي: يوم تراث إم جي في وندسور
موقع مجلة إم جي كلاسيك - مجلة تغطي جميع أنواع سيارات إم جي

## روابط خارجية
الموقع الرسمي لشركة سيارات إم جي